# 戴相 (天啓進士)
戴相（？—1634年），號梅鼎，福建晉江縣人，明朝政治人物，同進士出身。

## 生平
诗一房，辛卯十二月初二日生。萬曆四十年（1612年）壬子科福建乡试第三十九名，天啓二年（1622年）壬戌科会试二百四名，三甲一百八十一名进士，三年授浙江永嘉縣知縣，崇祯元年考选，授山東道監察御史。丁忧归。四年起江西道御史，巡按广西，六年巡按湖广，七年卒。

## 家族
戴同吉五世孙，父戴尧扬。兄戴榜，万历二十八年举人。